# 検察側の証人
『検察側の証人』（けんさつがわのしょうにん、原題：The Witness for the Prosecution）は、イギリスの小説家アガサ・クリスティ作の短編推理小説（法廷サスペンス）および、それを元に書かれた戯曲のタイトルである。1925年に雑誌『Flynn's Weekly』にて発表された後、1933年に短編『死の猟犬』に収録されて刊行がなされ、1953年に戯曲が初演された（検察側の証人 (戯曲)）。英米では1948年に、本作を表題作とする短編集（検察側の証人 (短編集)）も出版されている。
本作（戯曲）は、1954年にニューヨーク演劇批評家協会による最優秀外国作品賞、1955年にエドガー賞最優秀戯曲賞を受賞した。
日本語版として1933年の短編集を底本とした早川書房によるもののほか、1948年の短編集を底本とした東京創元社によるものなどがある。

## あらすじ
勅選弁護士ウィルフリッド・ロバーツ卿は、純朴な青年レナード・ボールの弁護をすることになった。彼は、街中で知り合い親しくなった金持ちの未亡人を撲殺した容疑で逮捕され、直接証拠は無いものの、その家の家政婦の証言など、状況証拠は明らかに彼が犯人であると指し示していた。更には被害者が生前レナードが妻を持っていることに気づかず、死んだ場合はレナードに全財産を譲るという内容の遺言書を書いていたため、金銭目的なら動機も十分にあった。弁護には難題な案件だったものの、ウィルフリッドは事件当時のアリバイを証言できる彼の妻ロメインを証人として彼の無実を勝ち取ろうとする。しかし、事務所にやってきたロメインは明らかにレナードに敵意を持っており、しかも、夫は別にいて、彼との婚姻関係は正式な物ではないと述べる。仕方なく、ウィルフリッドは彼女の証言を得ることを諦める。
裁判が始まり、圧倒的に不利だった被告側であったが、直接証拠が無いということもあり、ウィルフリッドの手腕によって巻き返していく。そんな中、検察側の証人としてロメインが現れ、事件当夜、夫が血染めの服で帰ってきたなど、レナードにとって不利な証言を行う。一転して、レナードの有罪が確定的となる中、ウィルフリッドは、彼女の証言は嘘であると直感する。なぜロメインがあのような証言を行ったのか悩むウィルフリッドの元に、ロメインの秘密を明かすという匿名の手紙が届く。手紙に指定された場所に赴いたウィルフリッドは、薄明かりの室内にて手紙を送ったという老婆より、ロメインがレナードとは別の男と既に結婚しており、彼に今も愛を誓っているということを明かされ、その証拠の品を渡される。
後日の法廷にて、ウィルフリッドは老婆よりもたらされた証拠を提出して、観念したロメインは偽証を認める。これによってレナードは無罪となる一方、ロメインは偽証罪で収監されることになる。結審後、引っ掛かりを覚えたウィルフリッドはロメインから真相を明かされる。実はレナードは犯人であった。彼を愛すロメインは、助けようと考えたが、妻である彼女の証言は通常では法廷で採用されない。そのため、わざと彼に不利な証言をし、後にそれが偽証罪とみなされるように仕向けた。謎の老婆の正体はロメインの変装であった。

### 戯曲版でのラスト
戯曲版は概ね小説に沿うが最後が大きく変更されている。ロメインの計画通り、レナードは無罪を勝ち取る。しかし、そこで彼は本性を現し、ロメインに感謝するどころか、もはや用済みとして別の若い女性と結婚することを示唆する。最後のシーンは、レナードがロメインにナイフで刺される場面で終わる。
この結末はビリー・ワイルダーによる1957年の映画『情婦』でも踏襲された。

## 映像化

### 映画
『情婦』 アメリカ 1957年

### テレビドラマ
検察側の証人 (1982) アメリカ 1982年
検察側の証人 (2016) イギリス 2016年
イギリスBBC Oneによる2016年のテレビドラマ。前後編の全2回。

## 日本語訳版
| 出版年 | 短編集タイトル                   | 出版社     | 文庫名                 | ISBNコード    | 備考   |
| ------ | -------------------------------- | ---------- | ---------------------- | ------------- | ------ |
| 1960年 | クリステイ短編集 第1             | 新潮社     | 新潮文庫               |               |        |
| 1966年 | クリスチィ短編全集. 第1          | 東京創元社 | 創元推理文庫           |               |        |
| 1971年 | 死の猟犬                         | 早川書房   | 世界ミステリシリーズ   |               |        |
| 1980年 | 検察側の証人                     | 早川書房   | ハヤカワ・ミステリ文庫 |               |        |
| 1991年 | アガサ・クリスティー探偵名作集 7 | 岩崎書店   |                        | 4-265-04907-9 |        |
| 1997年 | 検察側の証人 : ほか              | 偕成社     | 偕成社文庫             | 4-03-652240-X |        |
| 2004年 | 検察側の証人 新版                | 東京創元社 | 創元推理文庫           | 4-488-10542-4 |        |
| 2004年 | 死の猟犬                         | 早川書房   | クリスティー文庫       | 4-15-130055-4 |        |
| 2004年 | 検察側の証人                     | 早川書房   | クリスティー文庫       | 4-15-130067-8 | 戯曲版 |